# 주니가검은쌀쥐
주니가검은쌀쥐(Melanomys zunigae)는 비단털쥐과에 속하는 남아메리카 설치류의 일종이다. 페루 해안의 작은 지역에서만 알려져 있다. 국제 자연 보전 연맹(IUCN)이 "절멸위급종"으로 분류하고 있으며, 절멸된 것으로 추정되기도 한다.